# Сергеев, Владимир Глебович
Влади́мир Гле́бович Серге́ев (род. 15 ноября 1958, г. Москва, СССР) — российский химик, доктор химических наук, заведующий кафедрой коллоидной химии химического факультета МГУ имени М.В. Ломоносова с 2015 г.

## Биография
Родился и вырос в Москве. Родители были химиками. Мать работала в ИНЭОС РАН вместе с академиком А.Н. Несмеяновым, занимаясь органической химией. Отец, Глеб Борисович Сергеев, работал на кафедре химической кинетики химического факультета МГУ, был учеником Нобелевского лауреата Н.Н. Семёнова.
Окончил школу №42, в период обучения интересовался физикой. Однако в выборе между физическим и химическим факультетами МГУ выбрал последний отчасти из-за того, что родители и друзья работали и учились там. С детства обладал природным любопытством. Был комиссаром строительного отряда, в составе которого посещал ГДР. Долгое время играл в хоккей, в период учёбы выступал за сборную университета, не потеряв интерес к этому виду спорта в дальнейшем.
Первый курс на химическом факультете давался тяжело, в особенности неорганическая химия. В результате встречи с профессором И.М. Паписовым, который в то время занимался исследованием комплексов, образующихся за счёт водородных связей, наподобие молекул ДНК, заинтересовался исследованием высокомолекулярных соединений, попав в дальнейшем на соответствующую кафедру.
Его учителем стал академик В.А. Кабанов, который тогда изучал явление низкотемпературной (при температуре жидкого азота) полимеризации под действием металлов. Впоследствии Владимир Глебович стал единственным человеком на кафедре, кто занимался исследованиями в этой области. Поэтому его первая дипломная работа была связана с получением полимера акриламида при заморозке соответствующего мономера в воде с последующим помещением в вакуум.
В 1981 году окончил химический факультет МГУ имени М.В. Ломоносова. По окончании обучения был приглашён на работу на кафедру высокомолекулярных соединений химического факультета, где прошёл путь от младшего до главного научного сотрудника.
В 1988 г. В. Г. Сергеев защитил кандидатскую, а в 2004 г. докторскую диссертацию.
В 2007 г. Сергеев стал заведующим лабораторией полиэлектролитов и биополимеров, а в 2008 г. заместителем заведующего кафедрой высокомолекулярных соединений. В 2015 г. по предложению академика В.В. Лунина стал заведующим кафедрой коллоидной химии химического факультета МГУ имени М. В. Ломоносова, продолжив работать в области полимеров.

## Научные исследования
Будучи младшим научным сотрудником, Владимир Глебович работал в области низкотемпературной твердофазной полимеризации. Под руководством профессора В. А. Кабанова защитил кандидатскую диссертацию по теме: «Низкотемпературные ионные полиреакции в замороженных молекулярных смесях». Она была посвящена модифицированному виду низкотемпературной полимеризации циклопентадиена. Прежде реакцию запускали за счёт осаждения методом молекулярных пучков на охлаждаемую поверхность мономеров-инициаторов, в результате чего возникало метастабильное стеклообразное состояние. При медленном нагревании происходил фазовый переход "стекло-кристалл", образовывались активные центры, за счёт чего и шла полимеризация. В своей диссертации В.Г. Сергеев модифицировал процесс, запуская реакцию точечным механическим воздействием: образовывал на охлаждаемой поверхности метастабильные стеклообразные слои из мономера и ионов металла (как правило, магния), после чего наносил точечный удар. В этот момент полимеризация инициировалась за счёт образования трещин и, как следствие, активных центров. После данной работы учёный занялся полиэлектролитными комплексами, попал в лабораторию к А.Б. Зезину.

### Стажировка в Японии
В 1991 году учёного отправили на стажировку в Японию. Изначально занимался там попытками создания искусственной мышцы: к полимерной полиэлектролитной сетке, заряженной гидрогелем, добавляли ПАВ, в результате чего образовывался комплекс. Затем к гидрогелю прикладывали два электрода, и при подаче электрического потенциала он начинал сжиматься или расширяться в зависимости от полярности и природы гидрогеля. Однако такая система требовала слишком большого потенциала, наличие которого приводило к электролизу воды, что делало невозможным успешное применение такой мышцы на практике. Также предпринимались успешные попытки создать искусственную мышцу в органическом растворителе, хотя и с куда меньшей амплитудой колебаний, нежели в воде. Исследования шли в течение года.
Затем Владимир Глебович познакомился с профессором К. Иошикавой из Нагойского университета, начал использовать флуоресцентную микроскопию для наблюдения за движением сложных биологических объектов. Совместно с ним начал работы по выявлению особенностей взаимодействия молекул ДНК с противоположно заряженными амфифильными молекулами. Из-за высокого интереса к данной тематике учёный не ушёл работать из университета, как сделали многие его знакомые в то время. Деятельность продолжалась с 1992 до 2000 года, а в 1999 году за исследования в этой области получил премию имени М. В. Ломоносова (в составе творческого коллектива с В.А. Кабановым и А.Б. Зезиным). Результаты работ позднее вошли в докторскую, которую учёный защитил в 2004 г. по теме «Комплексы нуклеиновых кислот с противоположно заряженными амфифильными ионами и поликатионами в водных и органических средах». В дальнейшем неоднократно возвращался к работе с макромолекулами ДНК.

### Сотрудничество с LG
В течение 10 лет работал с физиком А.Р. Хохловым в совместной с корейской компанией LG Chem лаборатории, где занимался использованием проводящих полимеров для различных целей. В частности, учёные показали, что можно применять олигомеры на основе полианилина для создания органических умных окон: между двумя проводящими стёклами располагали органический состав, в результате чего в зависимости от поданного на стекло электрического потенциала его цвет меняется от прозрачного (отсутствие потенциала) до голубого.
Некоторое время работал с Калле Левоном, сотрудником Политехнического института Нью-Йоркского университета. Занимались исследованием проводящих полимеров, на основе которых создали сенсоры; разработали антистатическое прозрачное покрытие, которое затем использовалось в производстве. Многие исследования того периода нашли отражение в ряде зарегистрированных патентов, а также написанных статей.

### Дальнейшие исследования
Использовал свойства макромолекул ДНК, чтобы целенаправленно стабилизировать наночастицы золота и серебра размером 5-10 нм.
На данный момент занимается созданием гель-полимерных и твёрдых полимерных электролитов для металл-ионных аккумуляторов. Совместно с кафедрой электрохимии химического факультета МГУ ведёт работы по оптимизации состава катодных материалов.

## Педагогическая деятельность
Начал преподавать в 1988 г.: вел практические занятия по химии высокомолекулярных соединений, в 1989 г. читал курс лекций по синтезу полимеров, с 2016 г. читает лекции по высокомолекулярным соединениям  в курсе “Коллоидная химия и химия высокомолекулярных соединений” для студентов отделения «Фармация» факультета фундаментальной медицины МГУ и  курс лекций «Коллоидные наносистемы» (межкафедральный курс).
Под его руководством защищено около десятка курсовых и 6 дипломных работ, 9 кандидатских диссертаций.

## Публикации
Результаты научной деятельности В. Г. Сергеева обобщены в трёх обзорах в ведущих научных журналах, книгах «Recent Research Developments in Chemical Science», «DNA Interaction with Polymers and Surfactants» и «Polyphosphazenes for Biomedical Applications» и отражены в более чем 200 публикациях и 17 патентах.

## Награды, премии, звания
- Премия МАИК-Интерпериодика (1997) — за лучшую научную публикацию в Российском журнале
- Премия имени М. В. Ломоносова I степени (1999) — за цикл работ «Компактизация ДНК как внутреннее свойство незаряженной двойной спирали»
- Медаль «В память 850-летия Москвы» (1997)
- Благодарность Правительства Российской Федерации (21 декабря 2024) — за заслуги в научно-исследовательской деятельности, развитии образования и многолетнюю плодотворную работу